# Länsväg 372
De Zweedse weg 372 (Zweeds: Länsväg 372) is een provinciale weg in de provincie Västerbottens län in Zweden en is circa 18 kilometer lang.

## Plaatsen langs de weg
- Skellefteå
- Risön
- Bergsbyn
- Ursviken
- Skelleftehamn

## Knooppunten
- E4 en Riksväg 95 bij Skellefteå (begin)
- Einde in haven van Skelleftehamn